# SHK
SHK(SoundHolicK, 본명 신현근)는 대한민국의 게임 음악 작곡가이다.
그러나 최근에는 게임음악 외에 광고, 애니메이션, 영화음악등의 활동도 간혹 하기도 한다.
그리고 가명을 사용하는 경우도 있는데, Lotze라는 이름으로 노래를 낸적도 있다.

## 참여 작품

### 애니메이션
- 쥬로링 동물탐정
  - 편곡 담당

### 광고 음악
- 오므토토마토 웹 UCC 영상 BGM
- CASS beer Tok

### 게임
- 펌프 잇 업 피에스타
- 펌프 잇 업 2013 피에스타 2
- 펌프 잇 업 프라임
- 펌프 잇 업 프라임 2
- 펌프 잇 업 XX
- 절망희 1부 ~잃어버린 낙원~
- 세이빈 사운드 스타
- EZ2DJ
- EZ2ON
- 리듬스타, 리듬스타2, 리듬스타T, 리듬스타3
- Let's Music
- O2JAM
- Cytus